# روي ويليامسون
روي ويليامسون (بالإنجليزية: Roy Williamson) هو مغن مؤلف وموسيقي بريطاني، ولد في 25 يونيو 1936 في إدنبرة في المملكة المتحدة، وتوفي في 12 أغسطس 1990 في Forres ‏ في المملكة المتحدة.

## وصلات خارجية
- روي ويليامسون على موقع ميوزك برينز (الإنجليزية)